# Pi1 Octantis
Pi1 Octantis är en gul jätte i Oktantens stjärnbild.
Stjärnan har visuell magnitud +5,64 och är svagt synlig för blotta ögat vid god seeing. Den befinner sig på ett avstånd av ungefär 395 ljusår.